# Třída Danae
Třída Danae (jinak též třída D) byla třída lehkých křižníků Royal Navy. Celkem bylo postaveno osm jednotek této třídy. Ve službě byly od roku 1918. Křižníky se účastnily druhé světové války, jeden byl ve válce potopen a další dva byly potopeny jako vlnolamy během invaze do Normandie. Zbytek byl po válce sešrotován.

## Pozadí vzniku
V průběhu první světové války se britské námořnictvo rozhodlo objednat nové lehké křižníky, které by byly zvětšenou a lépe vyzbrojenou verzí třídy Ceres. Na prodlouženém trupu bylo umístěno o jeden 152mm kanón a čtyři 533mm torpédomety více. Stavba prvních tří jednotek byla objednána v září 1916, v červenci 1917 byly objednány další tři a v březnu 1918 ještě dalších šest – celkem 12 jednotek. Konec první světové války znamenal ukončení prací na křižnících Daedalus, Daring, Desperate a Dryad, takže jich nakonec bylo dokončeno osm. Křižníky Danae, Dauntless, Dragon, Delhi, Dunedin, Durban, Despatch a Diomede byly do služby přijaty v letech 1918–1922.
V roce 1920 bylo zvažováno dokončil křižník Despatch v podobě královské jachty, bez výzbroje a s rychlostí sníženou na 24 uzlů ubráním dvou kotlů. Přestavba se neuskutečnila.
Jednotky třídy Danae:
| Jméno     | Loděnice                          | Založení kýlu     | Spuštění na vodu   | Přijetí do služby | Status |
| --------- | --------------------------------- | ----------------- | ------------------ | ----------------- | --- |
| Danae     | Armstrong                         | 11. prosince 1916 | 26. ledna 1918     | červen 1918       | V letech 1944–1948 provozován polským námořnictvem jako Conrad. Prodán do šrotu 1948.                                                                   |
| Dauntless | Palmers, Jarrow                   | 3. ledna 1917     | 10. dubna 1918     | listopad 1918     | Prodán do šrotu 1946. |
| Dragon    | Scotts, Greenock                  | leden 1917        | 29. prosince 1917  | srpen 1918        | V letech 1943–1944 provozován polským námořnictvem. V Normandii poškozen torpédem a následně 8. července 1944 potopen jako vlnolam u přístavu Mulberry. |
| Delhi     | Armstrong                         | 29. října 1917    | 23. srpna 1918     | květen 1919       | Prodán do šrotu 1948. |
| Despatch  | Fairfield, Govan                  | 8. července 1918  | 24. září 1919      | červen 1922       | Prodán do šrotu 1946. |
| Diomede   | Vickers                           | 3. června 1918    | 29. dubna 1919     | říjen 1922        | Prodán do šrotu 1946. |
| Dunedin   | Armstrong                         | listopad 1917     | 19. listopadu 1918 | září 1919         | V letech 1924–1937 zapůjčen novozélandskému námořnictvu. Dne 24. listopadu 1941 u brazilského pobřeží potopen německou ponorkou U 124.                  |
| Durban    | Scotts                            | leden 1918        | 29. května 1919    | listopad 1921     | Dne 9. června 1944 potopen jako součást vlnolamu Gooseberry.                                                                                            |
| Daedalus  | Armstrong                         | 1918              | –                  | –                 | Stavba zrušena 26. listopadu 1918. |
| Daring    | Beardmore, Dalmuir                | 1918              | –                  | –                 | Stavba zrušena 26. listopadu 1918. |
| Desperate | Hawthorne Leslie, Hebburn on Tyne | 1918              | –                  | –                 | Stavba zrušena 26. listopadu 1918. |
| Dryad     | Vickers                           | 1918              | –                  | –                 | Stavba zrušena 26. listopadu 1918. |

## Konstrukce

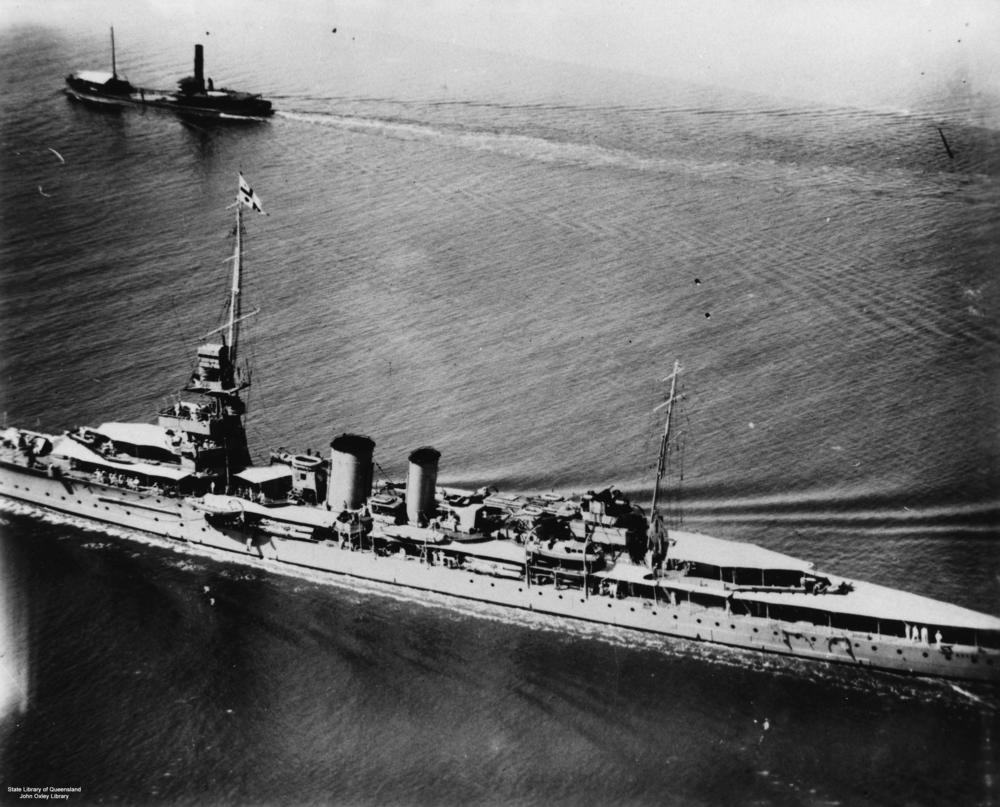
HMS Delhi

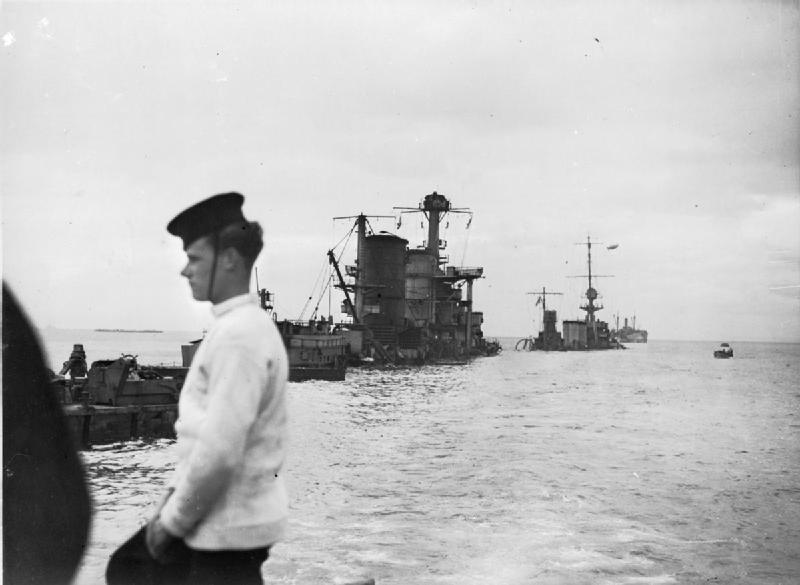
HMS Durban potopený jako součást vlnolamu Gooseberry 5 u Sword Beach

Hlavní výzbroj tvořilo šest 152mm/45 kanónů BL Mk.XII, lafetovaných po jednom. Všechny byly umístěny v ose trupu: dva na přídi, dva uprostřed a dva na zádi. Mezi komíny byly dále umístěny dva 76mm kanóny, přičemž křižníky také nesly dva 40mm kanóny a čtyři trojhlavňové 533mm torpédomety. Pohonný systém tvořilo šest kotlů a dvě turbínová soustrojí o výkonu 40 000 hp, pohánějící dva lodní šrouby. Nejvyšší rychlost dosahovala 29 uzlů.

### Modifikace
Ve dvacátých letech byly 76mm kanóny nahrazeny třemi ráže 102 mm. Během války byla především zesilována jejich protiletadlová výzbroj.

## Operační služba
První křižníky třídy Danae byly dokončeny na samém sklonku první světové války, plnohodnotně se zapojily až do druhé světové válce. Jedinou totální válečnou ztrátou se stal Dunedin, který 24. listopadu 1941 u brazilského pobřeží potopila německá ponorka U-124. Křižník Durban byl během invaze do Normandie potopen u Ouistrehamu jako součást vlnolamu Gooseberry, který chránil umělý přístav Mulberry. Podobný osud čekal o něco později polskému námořnictvu zapůjčený křižník Dragon, který poškodilo torpédo a byl také potopen jako součást ochrany umělého přístavu Mulberry. Zbylá pětice Danae, Dauntless, Delhi, Despatch a Diomede válku přežila a byly v letech 1946–1948 sešrotována.

## Zahraniční uživatelé
Nový Zéland
- Novozélandské námořnictvo – Dunedin byl v letech 1924–1937 zapůjčen novozélandskému námořnictvu.

 Polsko
- Polské námořnictvo – Za druhé světové války byly křižníky Danae a Dragon předány polskému námořnictvu, které je provozovalo jako ORP Conrad a ORP Dragon. Křižník Dragon byl během invaze do Normandie těžce poškozen torpédem vypuštěným německou miniponorkou typu Neger a následně byl potopen jako součást vlnolamu Mulberry. Sesterský křižník Conrad válku přečkal a roku 1948 byl vrácen Velké Británii.